# Christophe Grudler
Christophe Grudler (ur. 9 kwietnia 1965 w Belfort) – francuski polityk, dziennikarz i samorządowiec, deputowany do Parlamentu Europejskiego IX i X kadencji.

## Życiorys
Absolwent historii nowożytnej na Université Strasbourg II. Ukończył również szkołę dziennikarską CUEJ w Strasburgu. Pracował jako dziennikarz w regionalnym dzienniku „L’Alsace”, od 2004 był redaktorem pisma „Le Journal des enfants”. W 2007 został dyrektorem w regionalnym wydawnictwie, a od 2011 odpowiadał za dział reklamy w grupie wydawniczej. W 2014 założył przedsiębiorstwo wydawnicze „Les éditions du Lion”.
Od 1998 wybierany na radnego departamentu Territoire de Belfort. Od 2001 do 2014 był radnym swojej rodzinnej miejscowości. Do 2002 związany ze Zgromadzeniem na rzecz Republiki i UMP. Po kilku latach dołączył do Ruchu Demokratycznego, wszedł w skład jego kierownictwa w departamencie i regionie, a następnie także w skład zarządu krajowego partii.
W wyborach w 2019 z listy zorganizowanej wokół prezydenckiego ugrupowania LREM uzyskał mandat posła do Europarlamentu IX kadencji. Z powodzeniem ubiegał się o reelekcję w 2024.